# Вальхер, Якоб
Якоб Ва́льхер (нем. Jacob Walcher; 7 мая 1887, Вайн — 27 марта 1970, Восточный Берлин) — немецкий политик, коммунист и профсоюзный деятель.

## Биография
Якоб Вальхер — сын мелкого крестьянина, вырос в протестантской семье в Верхней Швабии, учился в местной народной школе. В 15 лет отправился в Штутгарт, где работал слесарем на заводе Daimler-Benz и впервые участвовал в рабочем движении. В 1906 году Вальхер вступил в Германский союз металлистов и в СДПГ.
Выступил одним из соучредителей Союза свободной социалистической молодёжи. В 1906—1910 годах избирался председателем организации. После 1909 года работал в области молодёжного и рабочего просвещения, нередко принимал участие в политических дебатах. В 1910 году Вальхера делегировали на учёбу в партийную школу СДПГ в Берлине, где на его мировоззрение оказала влияние Роза Люксембург. С 1911 по 1914 год редактировал печатный орган социал-демократии «Schwäbische Tagwacht».
Вальхер входил в круг активных противников войны, сложившийся вокруг Фридриха Вестмейера, и критиковал политику гражданского мира(то есть прекращение классовой борьбы на время мировой войны). Вступил в Союз Спартака. Под влиянием Октябрьской революции Вальхер вместе с Карлом Либкнехтом и Розой Люксембург возлагал большие надежды на рабочее восстание в Германии и планировал революцию.
В декабре 1918 года Вальхер вместе с Вильгельмом Пиком председательствовал на учредительном съезде Коммунистической партии Германии и был избран в исполком рабочего совета в Штутгарте. В 1919 году Якоб Вальхер был назначен политическим секретарём КПГ в Штутгарте, а в 1919—1924 годах входил в состав ЦК КПГ.
В июле 1920 года Якоб Вальхер в составе делегации КПГ прибыл в Москву, где встретился с Лениным. В СССР публиковались воспоминания Вальхера о Ленине. Опытный профсоюзный работник, он выступал за сотрудничество коммунистов с социал-демократическими профсоюзами. Тем не менее, под давлением Сталина Вальхер не смог предотвратить смены курса. Как сторонник группы Генриха Брандлера был в 1923 году отстранен от руководящей работы в коммунистической партии.
В 1924—1926 годах он работал в Исполнительном комитете Красного интернационала профсоюзов в Москве, заместителем заведующего Организационным отделом, затем вплоть до исключения из партии в 1928 году работал в отделе профсоюзов ЦК КПГ. Вальхер участвовал в учреждении Коммунистической партии — оппозиции, в 1928—1931 годах входил в её руководство и участвовал в выпуске партийного издания Gegen den Strom, активно боролся с поднимавшим голову фашизмом. Вальхер выступал за слияние с Социалистической рабочей партией Германии и вместе с Паулем Фрёлихом, Августом Эндерле и Рози Вольфштейн был исключён из КП-О. В СРПГ Вальхер до 1932 года являлся освобождённым членом правления партии.
С приходом национал-социалистов к власти в Германии Вальхер был вынужден эмигрировать. Под псевдонимом Джим Шваб он руководил подпольной партийной ячейкой в Париже и направил молодого Вилли Брандта на политическую работу в Норвегии. В 1933 году под Парижем Якоб Вальхер вёл переговоры с Троцким, проект создания IV Интернационала потерпел неудачу вследствие больших разногласий между политиками. В парижском кружке «Лютеция» Вальхер продвигал идею единого фронта социал-демократов и коммунистов против национал-социалистов. После оккупации Франции вермахтом Вальхер был дважды интернирован. Ему удалось бежать благодаря американской визе, которую он получил через Чрезвычайный комитет спасения. Как и многие немецкие эмигранты, он через Лиссабон отправился на корабле в США, где зарабатывал на жизнь слесарем и проживал в Бронксе. В Совете за Демократическую Германию под руководством богослова Пауля Тиллиха, где также работал Бертольт Брехт, Вальхер разрабатывал концепцию профсоюзного движения в Германии после войны.
В 1946 году Якоб Вальхер вернулся в Германию и поселился в советской зоне оккупации. Вступил в КПГ, затем стал членом СЕПГ. В это время разошлись его пути с Вилли Брандтом, который принял сторону социал-демократов. В качестве шеф-редактора профсоюзной газеты Tribüne Вальхер подвергал критике недостатки реального социализма и в 1951 году лишился за это работы. В апреле 1951 года Вальхера вызвали на заседание земельной проверочной комиссии СЕПГ в Берлине, входившей в состав Центральной партийной контрольной комиссии. Якобу Вальхеру припомнили его руководящие должности в КП-О и СРПГ, контакты с Троцким и якобы учинённые им препятствия в развитии революции 1923 года. Решением от 29 апреля 1951 года Якоба Вальхера признали «злейшим врагом рабочего класса», исключили из партии и отправили работать в архив. В годы политического забвения ему оказывал поддержку Бертольт Брехт. В 1956 году Вальхера реабилитировали, но в политику он больше не вернулся. До своей смерти он проживал с женой Гертой в берлинском районе Хоэншёнхаузен и был похоронен на Центральном кладбище Фридрихсфельде.

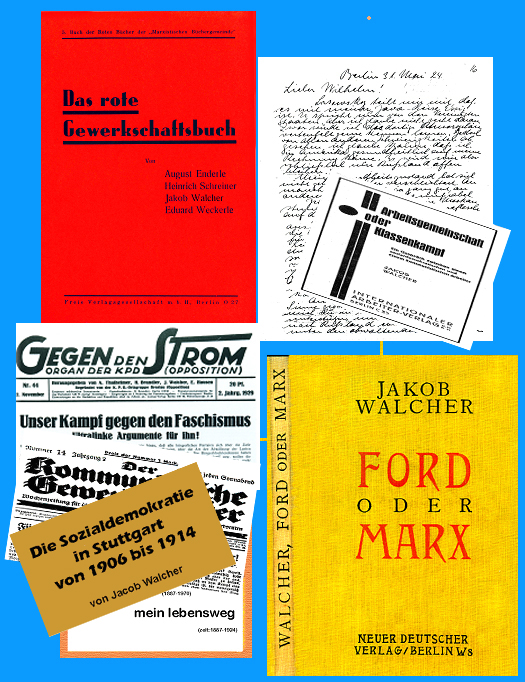
Издания работ Якоба Вальхера

## Труды
- Ford oder Marx. Die praktische Lösung der sozialen Frage  Berlin 1925.
  - Форд или Маркс. — Санкт-Петербург : Да, 2023. — 222, [1] с. — (Репринт) — ISBN 978-5-6050340-9-4
- Arbeitsgemeinschaft oder Klassenkampf. Berlin 1928.
- Das rote Gewerkschaftsbuch. Berlin 1932.
- Auf der falschen Seite. Ein überarbeiteter Vortrag des Chefredakteurs der Tribüne vor dem Personal des Aussenministeriums der Deutschen Demokratischen Republik über das Thema: Gewerkschaften in den kapitalistischen Ländern. Berlin 1950.
- Zum II.KI-Kongreß delegiert. in: Beiträge zur Geschichte der Arbeiterbewegung, Berlin 1970
- Die Sozialdemokratie in Stuttgart von 1906 bis 1914
- Unsere Gewerkschaftsarbeit vom Beginn bis 1924
- Mein Lebensweg, Autobiografie (Zeit 1887—1920)